# Morena niwalna
Morena niwalna –  rzeźba powierzchni terenu powstała wskutek niszczącej i budującej działalności pól firnowych i długo leżącego zamarzniętego śniegu. Jest to wał w kształcie podkowy, czasem przybierający kształt pagórka, okalający od dołu stożek usypiskowy. Przeważnie powstaje powyżej kopalnych lodowców gruzowych, związana jest z postglacjalną działalnością stoków. Powstaje wskutek erozji niwalnej przez nagromadzanie na przedpolu kotła materiału skalnego wynoszonego przez wodę w miarę topnienia zamarzniętego śniegu.
Erozja niwalna prowadzi do powstawania zagłębień, które następnie wypełnia woda z roztopów, tworząc małe stawki.